# FBK Balkan
FBK Balkan är en fotbollsklubb från Rosengård i Malmö i Sverige. Klubben grundades 22 november 1962 av invandrare från dåvarande Jugoslavien och spelar i Division 2 Södra Götaland.
Som ett lag från en stadsdel i Malmö, känd för sin höga andel invandrare, är FBK Balkan mest känd som Zlatan Ibrahimovićs andra klubb som junior. Andra kända tidigare spelare för laget är Goran Slavkovski och Valentino Lai.

## Spelare

### Spelartruppen
| Nr | Land    | Pos | Namn                     |
| -- | ------- | --- | ------------------------ |
| 1  | Sverige | MV  | Tobias Inmoonnoi Wahl    |
| 3  | Sverige | F   | Hozan Muhamad            |
| 4  | Sverige | F   | Alexander Persson Diallo |
| 5  | Sverige | MF  | Gabriel Kelemen Torres   |
| 6  | Sverige | F   | Anri Mara                |
| 7  | Sverige | F   | Hadi Haj-Kassem          |
| 8  | Sverige | MF  | Valon Gashi              |
| 9  | Sverige | A   | Philip Grant             |
| 10 | Mali    | MF  | Lassine Traoré           |
| 11 | Sverige | A   | Oliver Martyn            |
| 12 | Sverige | MF  | Mohamed Ben Boutaher     |
| 13 | Sverige | MF  | Abdirahim Abdulle        |

| Nr | Land    | Pos | Namn                 |
| -- | ------- | --- | -------------------- |
| 14 | Sverige | F   | Miguel Alvarez Perez |
| 20 | Sverige | A   | Gabriel Johnson      |
| 21 | Sverige | A   | Husaini Al-Mansoori  |
| 22 | Sverige | MF  | Emil Asklund         |
| 23 | Sverige | MF  | Fabian Green         |
| 33 | Sverige | MF  | Yasin El Harrab      |
| 55 | Sverige | MF  | Carl Puumalainen     |
| 66 | Sverige | F   | Veljko Nikolic       |
| 77 | Sverige | MF  | Aleksander Pavlovic  |
| 99 | Uganda  | MV  | Ronald Lubwama       |
| -  | Sverige | MF  | Josef Al Twirany     |
| -  | Nigeria | A   | Tayo Junior Saliu    |